# Arroio Grande
Arroio Grande is een gemeente in de Braziliaanse deelstaat Rio Grande do Sul. De gemeente telt 18.748 inwoners (schatting 2009).

## Aangrenzende gemeenten
De gemeente grenst aan Capão do Leão, Herval, Jaguarão, Pedro Osório en Rio Grande.

## Verkeer en vervoer
De plaats ligt aan de wegen BR-116 en RS-602.